# OurMine
OurMineはハッキングで知られるグループで、ジャック・ドーシーやマーク・ザッカーバーグのなどの人気Twitterアカウントやサイトをハッキングしている。このグループは、商業サービスを宣伝するためサイバーヴァンダリズム（サイバー上の破壊行為）を起こすことが多いので、善良なハッカーと見られていない。

## 経緯

### 2016年
2016年、OurMineはWikipediaの共同創設者ジミー・ウェールズ、 Pokémon GOの開発者ジョン・ハンケ、Twitterの共同創設者、ジャック・ドーシー、GoogleのCEO、スンダー・ピチャイ、そしてFacebookの共同創設者マーク・ザッカーバーグのTwitterアカウントや、Pinterestもハッキングした。ソーシャルメディアアカウントに加え、このグループはウェブサイトTechCrunchをもハッキングした。
10月、en:BuzzFeed Newsは、ソーシャルメディアでAhmad Makkiという名前を使用するサウジアラビアの若者とOurMineを関連付ける記事を公開した。OurMineは、Makkiはグループのファンでしかないと主張し、この疑惑を否定した。。記事公開の翌日、OurMineはBuzzFeedのサイトに侵入し、いくつかの投稿内容を「Hacked By OurMine」と書き換えた。
2016年、別の標的になったのはソニー・インタラクティブエンタテインメントの経営者であった吉田修平のTwitterアカウントや、ジミー・ウェールズのWikimediaグローバルアカウント、Netflixとマーベル・コミックのTwitterアカウント、ソニー・ミュージック・グローバルのTwitterアカウント、ナショナル ジオグラフィックのInstagramアカウント and the 同じの写真誌のTwitterアカウントである。

### 2017
2017年、OurMineはMediumの従業員アカウントをハッキングした。このアカウントは戦略的パートナーシップチームのアカウントであり、そうすることでフォーチュンとBackchannelのブログを奪う事が出来た。
2017年にハッキングされたTwitterのアカウントは、David Guetta、New York Times、WWE、ゲーム・オブ・スローンズ（その他の HBOの番組や公式アカウント）が含まれていた。グループはまた、PlayStation（PlayStation Networkのデータベースの漏洩）、FCバルセロナ、レアル・マドリード（YouTubeチャンネル）のTwitterとFacebookアカウントや、CNNのFacebookアカウントもいくつかハッキングした。
2017年、OurMineによってハッキングされたYouTubeアカウントの内、Omnia Mediaネットワークのアカウントも含まれ、多数のチャンネルに侵入され、スタジオ71の多くのYouTubeチャンネルもハッキングされた。
8月31日、OurMineはWikiLeaksのホームページにふざけたメッセージを書き残した。「こんにちは、OurMine（セキュリティグループ）です。心配しないで。私たちはあなたのことをテストしているだけです。ああ、ちょっと待って、これはセキュリティテストではありません！Wikileaksが私たちにあなたをハッキングしようしたことを覚えてる？」メッセージはさらに、アノニマスが偽の情報で彼らの個人情報を公開しようとしていると非難し、Twitterで#WikileaksHackタグを広めようとした。このメッセージは、特定の場所からサイトにアクセスしたときに表示された。公開時、サイトを訪問した一部の人には、WikiLeaksのアカウントが停止のメッセージが表示された
2017年9月、OurMineはVEVOをハッキングし、3TB超の内部文書を漏洩したと主張した。

### 2020年
1月に、OurMineはNFLと15のNFLチームのTwitterとFacebook、Instagramのアカウントを侵害した。
2月にはFacebook及びTwitterアカウントを侵害した。同月には、韓国のアイドルグループen:NCT 127のTwitterアカウントも侵入された。
5月、OurMineはブラジルのストリーミングプラットフォームen:Globoplayに侵入し、全ユーザーに通知を送信した。{{リンク切れ}}